# Dom-Gymnasium Freising
Dom-Gymnasium Freising je státní humanitní gymnázium v bavorském městě Freising v Německu. S 598 žáky a 49 učiteli se jedná o nejmenší gymnázium ve Freisingu. Od roku 1981 sídlí gymnázium v tzv. Phillipsschloss a v přilehlé budově na freisingském Dombergu.
Dom-Gymnasium bylo založeno jako královská školská instituce v roce 1828. Do 70. let 20. století k němu patřil chlapecký internát. V roce 1960 ke gymnáziu patřila ještě střední škola, která se následně osamostatnila a dnes funguje jako Josef-Hofmiller-Gymnasium.

Gymnázium nejprve sídlilo v proboštském dvoře při kostele svatého Ondřeje. Následně bylo přemístěno do budov bývalé knížecí-biskupské konírny, kde se škola nacházela do roku 1980. Už v roce 1975 započaly přípravy nových prostor v tzv. Phillipsschloss. Bylo však nutné budovu strhnout a na jejím místě postavit novou.
Dnes nabízí gymnázium humanitní obor se stupňovanou jazykovou přípravou, kdy od 5. třídy se začíná s latinou, v 6. třídě přibude angličtina a od 7. třídy je ještě navíc vyučována starořečtina. Jazykový obor oproti tomu začíná s latinou a angličtinou a třetím cizím jazykem je poté francouzština. V 7. třídě se mohou žáci rozhodnout, zda chtějí absolvovat bilingvní výuku. Od sedmé třídy žákům taktéž narůstá hodinová dotace angličtiny, aby ve vyšších ročnících byli připraveni na výuku zeměpisu v angličtině. Žáci 9. a 10. tříd si mohou odebrat hodiny angličtiny či latiny, aby se mohli naučit ještě španělštinu jako svůj čtvrtý cizí jazyk.